# Zamawianie choroby

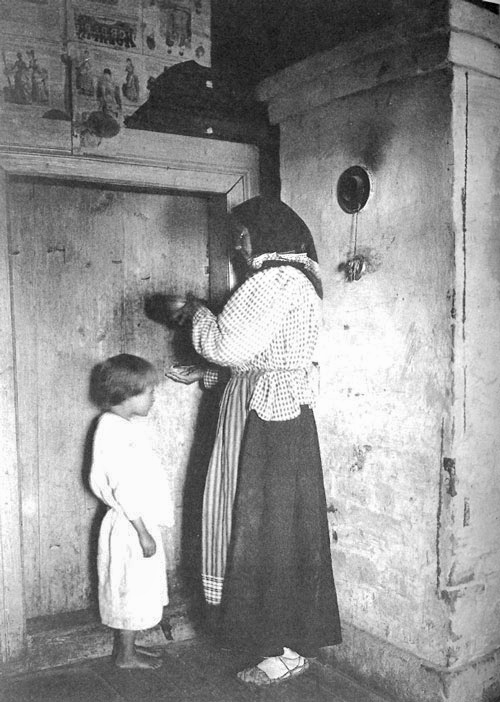
Zamawianie choroby. Rosja. 1914

Zamawianie choroby (zaklinanie, zażegnywanie) – ludowe praktyki leczniczo-magiczne polegające na wypowiadaniu zamów, zaklęć odwołujących się do sił wyższych (Boga, Jezusa, Marii, świętych), aby przezwyciężyć chorobę. Najważniejszym elementem zamawiania jest odpowiednia formuła, gdyż wierzono, że „słowo może stać się ciałem”. Zamowy często szeptano lub śpiewano.

## Choroby
Zamawiane choroby często były trudne w leczeniu i dlatego wymagały specjalnych środków czyli zamów. Do takich chorób należały m.in. ból zębów, zastrzał, padaczka, paraliż, zwichnięcia i złamania, ukąszenie żmii, ugryzienie wściekłego psa, uporczywe bóle głowy, róża, liszaj.

## Czas i miejsce zamawiania
Bardzo ważny był czas odprawiania rytuału. Każda zamowa była skuteczna, o ile została wypowiedziana w odpowiedniej porze dnia (przed wschodem słońca, o północy), w dniu tygodnia czy fazie księżyca (nów, pełnia).
Najczęściej zamawiano w domu chorego w specjalnie przygotowanej izbie chorego, która np. musiała mieć zasłonięte okna, albo zawieszano tam odpowiednie zioła.

## Zamawiacz
Zamawiać mogły tylko niektóre osoby. Takie, o których wierzono, że były obdarzone specjalnymi zdolnościami. Często warunkiem powodzenia było, aby zamawiacz został sam z chorym.

## Zamowa
Odpowiednia formuła, często opowieść o Jezusie, Najświętszej Marii, świętych, na polecenie których choroba odchodzi. W zamowach usuwano chorobę z ciała, z okolicy, przeganiano za lasy. Choroby były różnie traktowane – czasem z szacunkiem np. pan liszaj, pan zastrzał, czasem je wyśmiewano. Wiele zamów było tajemnicami zamawiaczy, przekazywanymi tylko wybranym osobom.
Przykład – zamawianie róży:
Różo, różo, różo uchodź!

Uchodź za groby

Uwolnij żyjących 

Maryjo Matko Boża

Zadaj koniec róży